# Microrregión de Pedra Azul
La microrregión de Pedra Azul es una de las  microrregiones del estado brasileño de Minas Gerais perteneciente a la mesorregión  Jequitinhonha. Su población fue estimada en 2006 por el IBGE en 86.759 habitantes y está dividida en cinco municipios. Posee un área total de 5.068,881 km².

## Municipios
- Cachoeira de Pajeú
- Comercinho - 8.720 habitantes
- Itaobim
- Medina
- Pedra Azul - 24.851 habitantes

 Fuente:  IBGE 2007]
- Datos: Q2455628